# 阿什福德 (纽约州)
阿什福德（英語：Ashford）是位于美国纽约州卡特罗格斯县的一个镇，地处该县北端。其北部边界为卡特罗格斯溪，这同时也是卡特罗格斯县与伊利县的县界。2010年美国人口普查时，该镇有2132人。